# Rue des Sablons
La rue des Sablons est une voie du 16e arrondissement de Paris, en France.

## Situation et accès

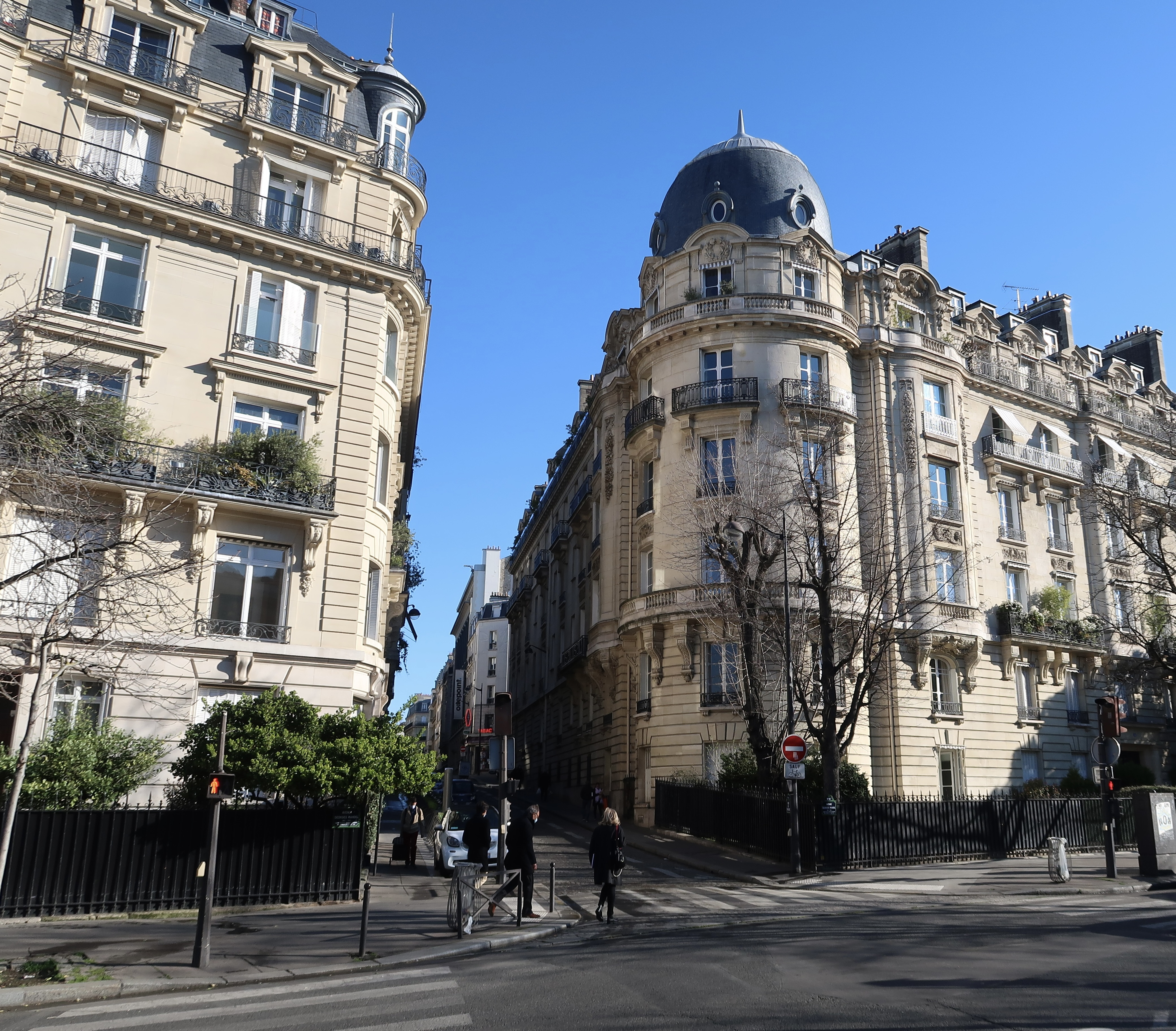
Au croisement avec l'avenue Georges-Mandel.

La rue des Sablons est orientée globalement nord-sud, dans le 16e arrondissement de Paris. Elle débute au nord au niveau du 35, rue Saint-Didier et se termine 385 m au sud au 32-36, avenue Georges-Mandel.
Outre ces voies, la rue des Sablons est rejointe ou traversée par plusieurs rues ; du nord au sud :
- nos 16-20 et 17-19 : interrompue par la place de Mexico ;
- nos 32-34 et 35-37 : rue Greuze.

Au-delà de l'avenue Georges-Mandel, la rue des Sablons est poursuivie par la rue du Pasteur-Marc-Boegner.
Le quartier est desservi par la ligne de métro 9 à la station Rue de la Pompe.

## Origine du nom
Le nom rappelle l'ancienne plaine des Sablons, ainsi nommée à cause de ses gisements de sable, dans laquelle elle fut ouverte.

## Historique
La partie située entre le rond-point de Longchamp et la rue Saint-Didier est tracée en 1826 dans l'ancienne commune de Passy par la Société des terrains de la plaine de Passy, qui lotit le territoire rural situé entre l'avenue de Neuilly, actuelle avenue de la Grande-Armée au nord, la rue de Longchamp au sud, l'ancienne faisanderie du parc de la Muette à l'ouest (actuellement rue Spontini et rue Pergolèse à l'ouest et le mur des Fermiers généraux limitant la ville de Paris (emplacement de l'actuelle avenue Kléber), ouverte en 1834 et appelée « rue des Sablons ».
La section située entre le rond-point de Longchamp et la rue des Moulins est une ancienne partie du chemin des Bornes qui a pris en 1848 le nom de « rue des Bornes ». En 1863, cette partie est prolongée jusqu'à la rue de la Tour, puis en 1884 jusqu'à la place Possoz. Cette voie a porté respectivement les noms de « rue des Bornes » jusqu'à la rue Scheffer, « rue des Sablons » jusqu'à la rue Saint-Didier et le rond-point de Longchamp et « rue Saint-Hippolyte » entre la rue de la Tour et la place Possoz.
Comme l'ensemble du quartier de la plaine de Passy, la rue des Sablons ne se construisit pour l'essentiel qu'à partir des années 1850, ce qu'attestent les plans du  milieu du siècle figurant un espace non bâti.
Cette voie était située dans l'ancienne commune de Passy jusqu'à son rattachement à la voirie parisienne par le décret du 23 mai 1863.
Par un arrêté du 2 avril 1868, la rue des Bornes et la rue Saint-Hippolyte furent réunies à la rue des Sablons.
Par arrêté préfectoral du 11 mars 1891, la partie de cette rue comprise entre la place Possoz et l'avenue Georges-Mandel est détachée pour former (aujourd'hui) la rue du Pasteur-Marc-Boegner.

## Bâtiments remarquables et lieux de mémoire
En raison du caractère bourgeois de ce quartier, le chanteur Pierre Perret place dans la rue des Sablons l'action (mettant en scène une bonne espagnole) de l'un des couplets de sa chanson des années 1960, La Corrida.
- Nos 11 : Roger Schardner (1898-1981), artiste peintre, y vécut[1].
- Nos 12 : centre commercial des Belles-Feuilles.
- Nos 22 : l'un des sept immeubles, au moins, construits et signés ensemble à Paris par les architectes Henri Preslier et Germain Dorel. Immeuble de 1929 de sept étages et huit fenêtres par étage jusqu'au cinquième. Comme l'immeuble « dans la cour », réalisé par le même duo en 1928, accessible par le 3, rue Decamps (trois fenêtres par étages).
- No 28 : immeuble, dont le rez-de-chaussée comporte la devanture d'une ancienne crèmerie, installée au début du XXe siècle[2].
- No 29-31 : ancien Central téléphonique de Passy.
- Au croisement avec la rue Saint-Didier : ancienne caserne Saint-Didier.

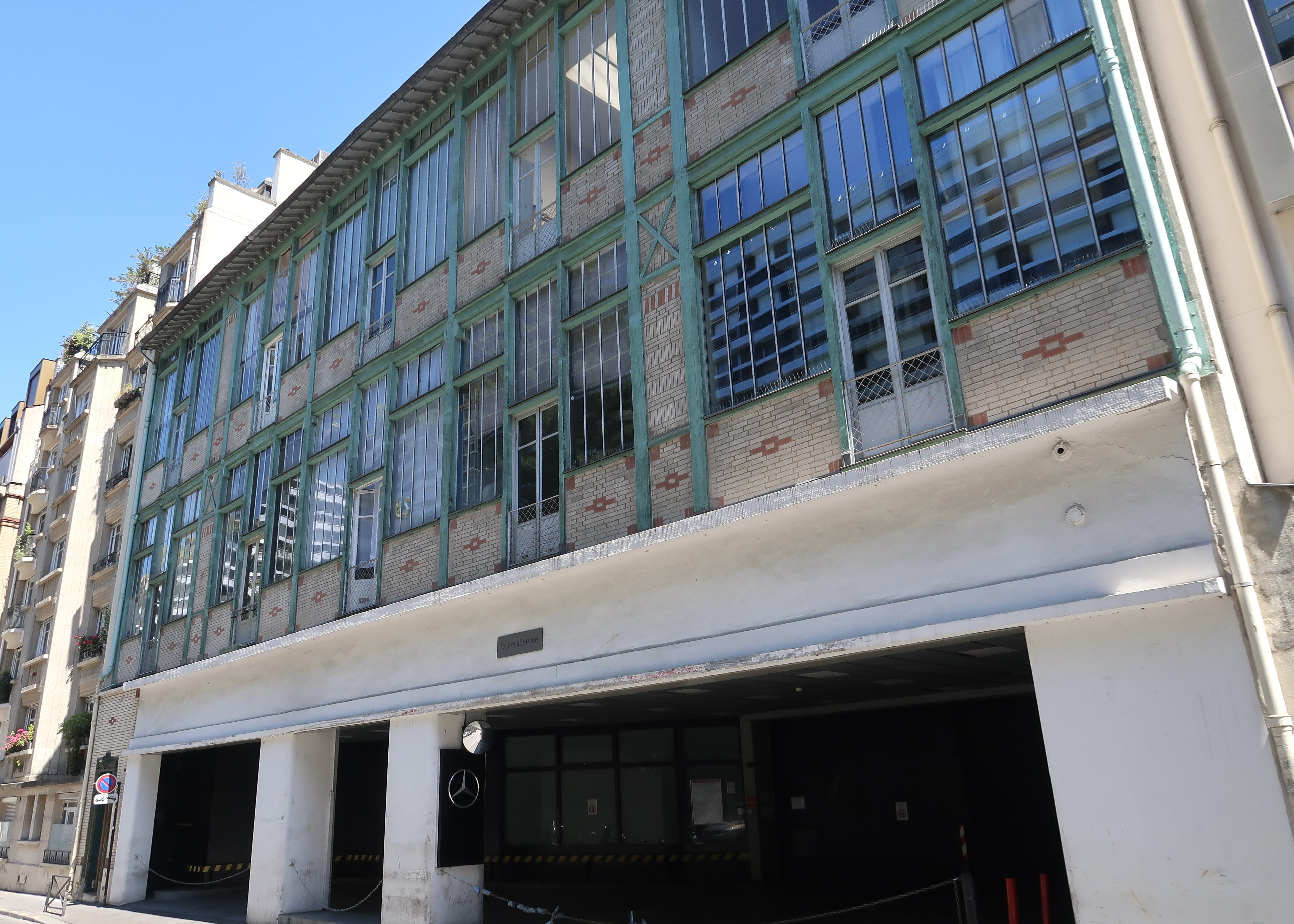
No 11.
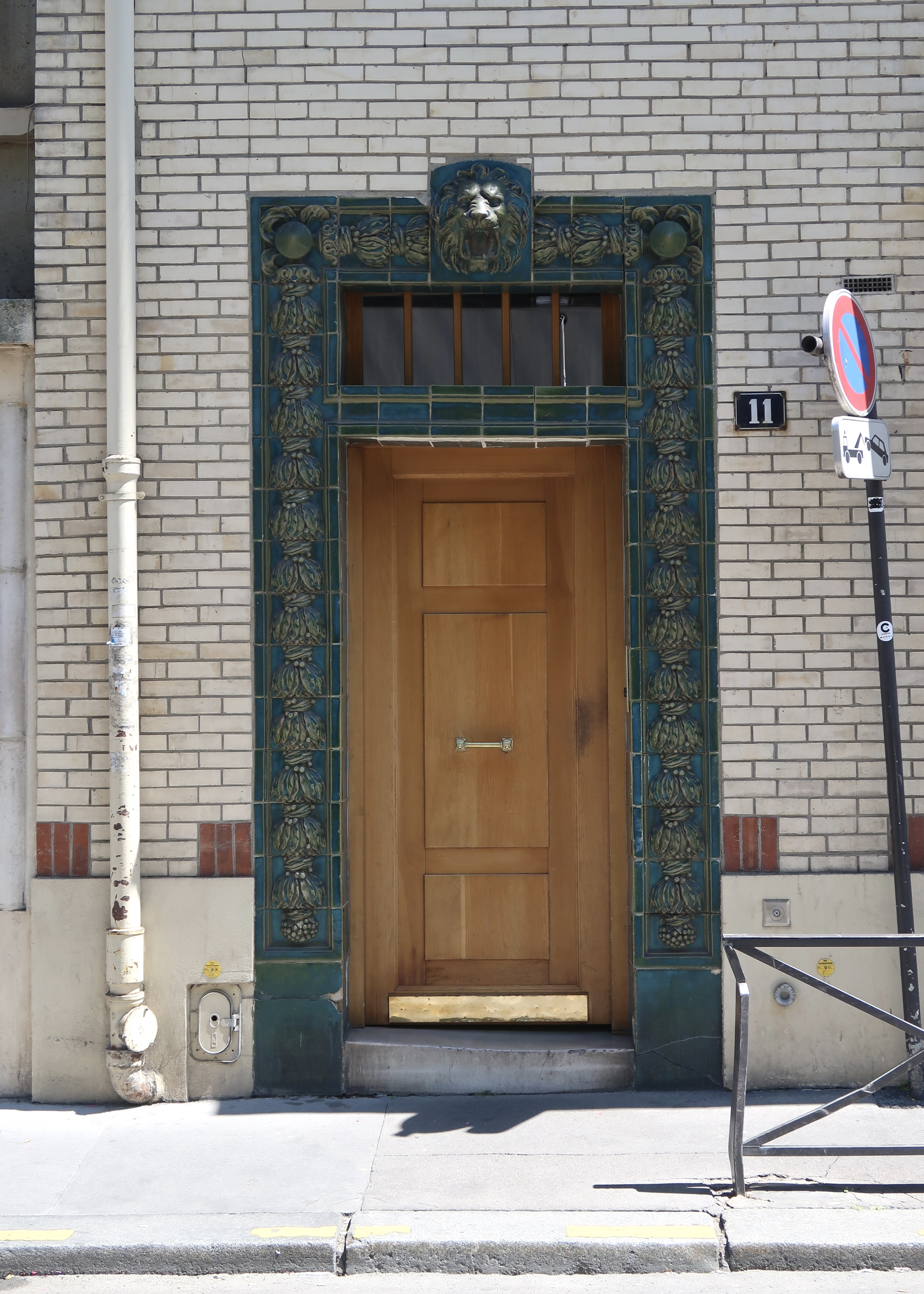
No 11.
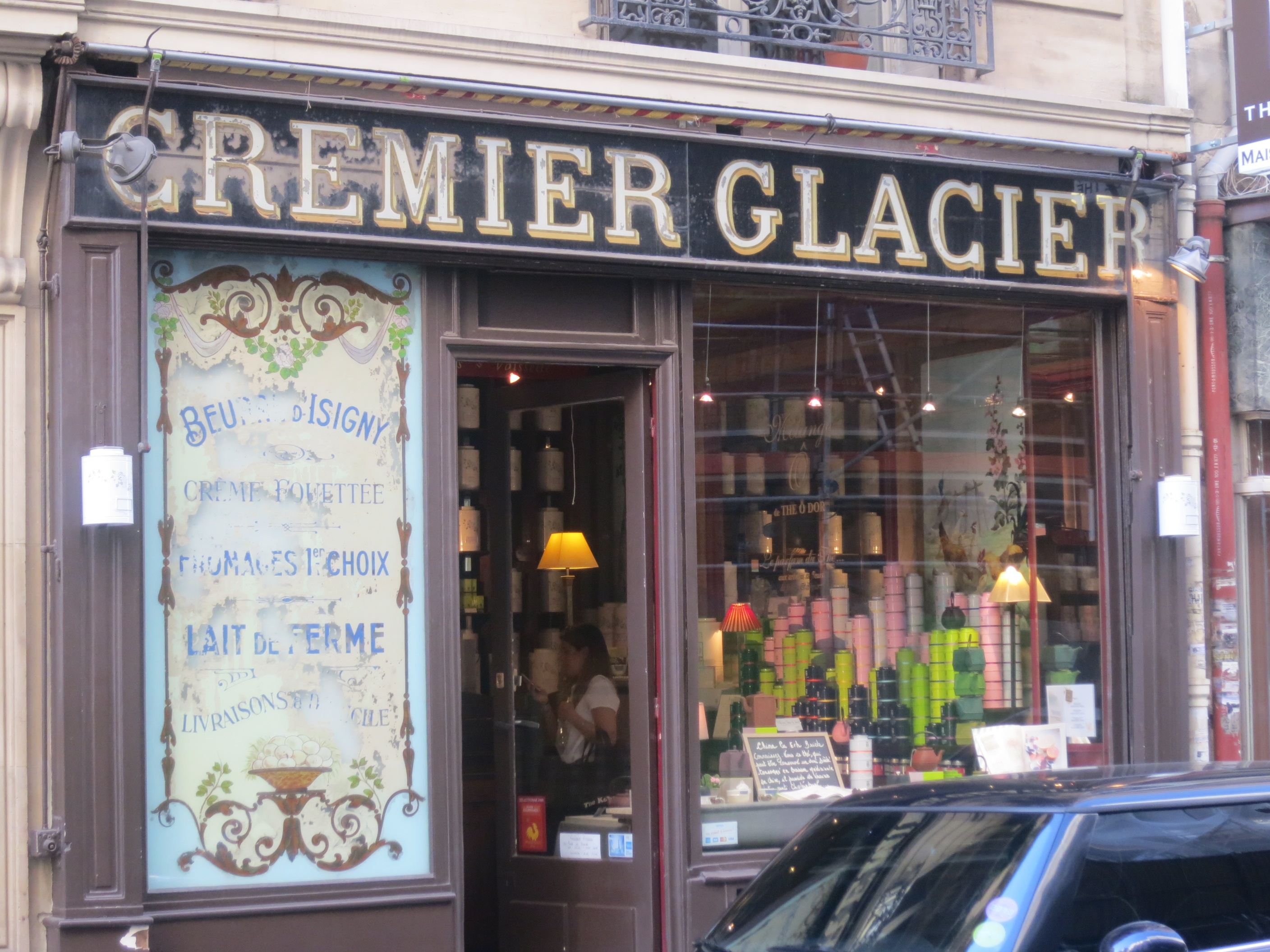
No 28.
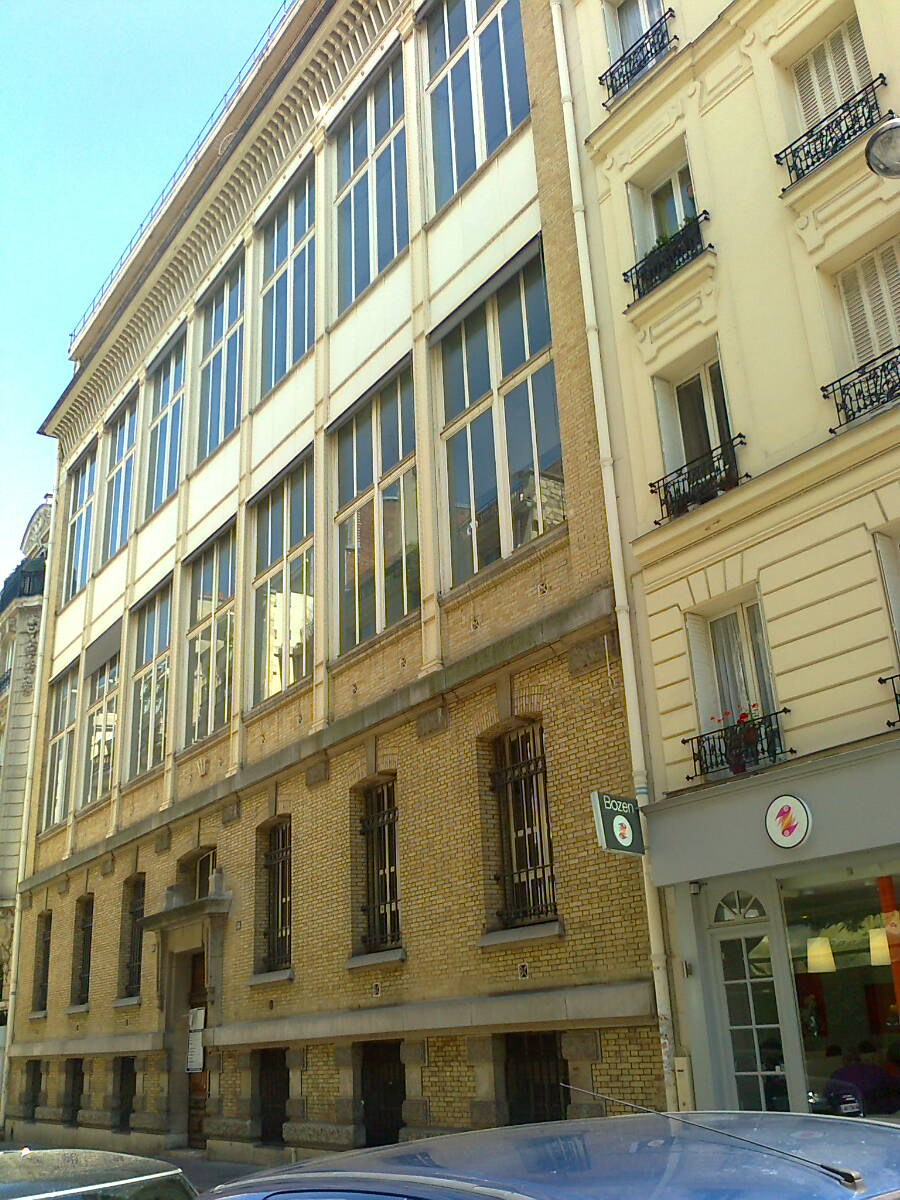
Nos 29-31.
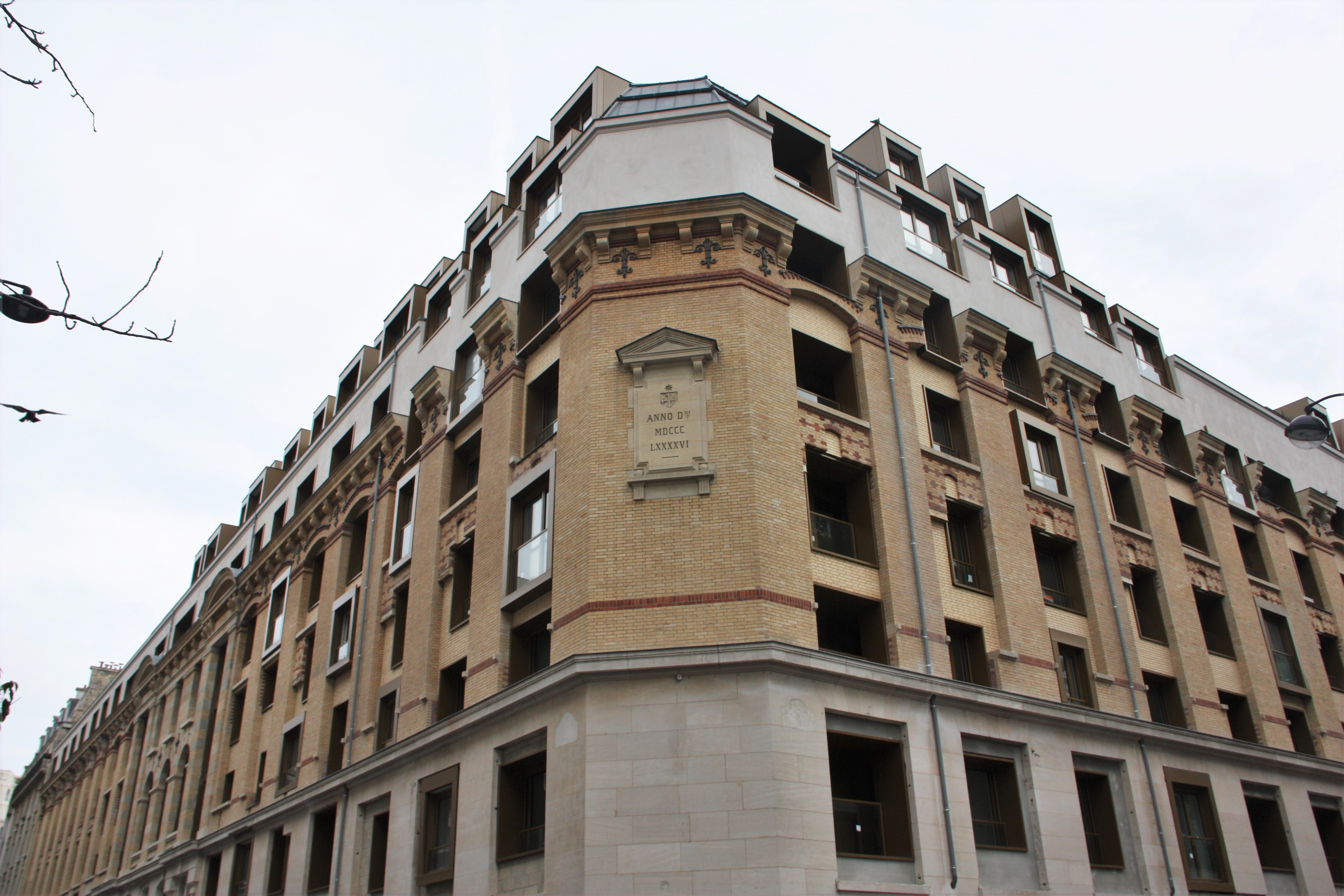
Ancienne caserne.